# Humanoide

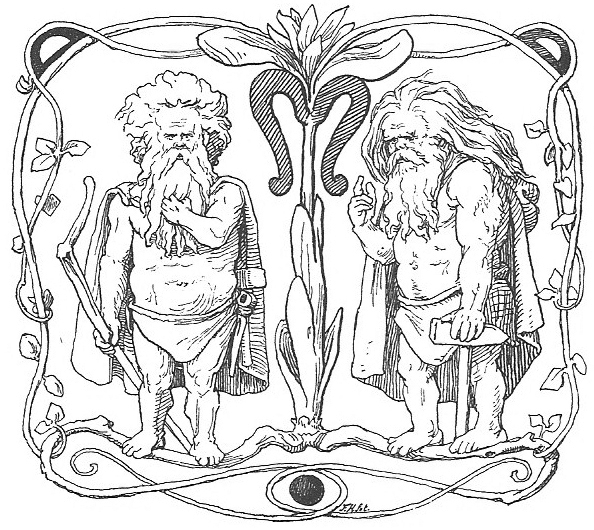
Los enanos de la mitología germánica son un ejemplo de seres humanoides

Un humanoide es un ser no humano con forma o características humanas. El primer uso registrado del término, en 1870, se refería a los pueblos oriundos de las zonas colonizadas por los europeos. Durante el siglo XX, el vocablo pasó a describir fósiles que eran morfológicamente parecidos, pero no idénticos, a los del esqueleto humano.
Aunque este uso fue común en la ciencia durante gran parte del siglo XX, en la actualidad se considera poco frecuente. Generalmente, el término se refiere a cualquier cosa con características o adaptaciones claramente humanas, como poseer extremidades anteriores-apéndices oponibles (es decir, pulgares), espectro visible-visión binocular (es decir, tener dos ojos), o bipedismo biomecánico plantígrado (es decir, la capacidad de caminar sobre los talones y los metatarsianos en posición vertical). Los medios de ciencia ficción presentan mayoritariamente formas de vida extraterrestres sensibles como humanoides, como consecuencia de la teoría de la evolución convergente.
Aunque no se conocen especies humanoides más allá del género Homo, la teoría de la evolución convergente supone que diferentes especies pueden evolucionar con rasgos similares, y en el caso de un humanoide estos rasgos pueden incluir la inteligencia y el bipedalismo y otros cambios esqueléticos humanoides, como resultado de presiones evolutivas similares. El psicólogo estadounidense y teórico de la inteligencia de los dinosaurios Harry Jerison planteó la posibilidad de que los dinosaurios fueran inteligentes. En una presentación de 1978 en la Asociación Estadounidense de Psicología, supuso que el dromiceiomimus podría haber evolucionado hasta convertirse en una especie altamente inteligente como los seres humanos. En su libro Wonderful Life, Stephen Jay Gould argumenta que si la cinta de la vida se retrocediera y reprodujera, la vida habría tomado un rumbo muy diferente. Simon Conway Morris rebate este argumento, afirmando que la convergencia es una fuerza dominante en la evolución y que, dado que las mismas limitaciones ambientales y físicas actúan sobre toda la vida, existe un plan corporal «óptimo» hacia el que la vida evolucionará inevitablemente, y que la evolución tropezará en algún momento con la inteligencia, un rasgo de los primates, los cuervos y los delfines.

## En robótica
Un robot humanoide es un robot que se basa en la estructura general de un ser humano, como un robot que camina sobre dos piernas y tiene un torso superior, o un robot que tiene dos brazos, dos piernas y una cabeza. Un robot humanoide no tiene por qué parecerse de forma convincente a una persona real; por ejemplo, el robot humanoide ASIMO tiene un casco en lugar de una cara.
Un androide (masculino) o ginoide (femenino) es un robot humanoide diseñado para parecerse lo más posible a un ser humano real, aunque estas palabras se usan frecuentemente como sinónimos de humanoide.
Aunque hay muchos robots humanoides en las historias de ficción, se han desarrollado algunos robots humanoides reales desde la década de 1990, y algunos robots androides de aspecto humano real desde 2002.
Al igual que los robots, los avatares virtuales también pueden llamarse humanoides cuando se parecen a los humanos.